# Клиф Кертис
Клифорд Вивијен Девон Кертис (енгл. Clifford Vivian Devon Curtis) је новозеландски глумац, рођен 27. јула 1968. године у Роторуи, Нови Зеланд. Његов филмски опус укључује савремену драму о животу Маора Били смо поносни ратници (1994), Бели прах (2001) где глуми Пабла Ескобара, Вејл Рајдер (2002), Живи слободно или умри мушки (2007) и Црни коњ (2014) за коју је освојио награду Бест Перформанс од стране глумаца на Азија Пацифик Скрин Авордс 2014. године. Кертис је имао улоге у телевизијским серијама, као што је НБЦ-ова Траума и Бади оф Пруф, и АБЦ-ева Мисинг. У периоду од 2015. до 2017. године, Кертис је глумио Трависа Манаву у драмској серији серији АМЦ-а, Страх од ходајућих мртвака. 
Етнички пореклом Маор, његове бројне карактерне улоге укључују исто тако низ етничких група, попут латиноамеричких и арапских ликова. 
2017. године, Кертис је добио улогу "Тоноварија" у четири наставка филма Аватар. 
Кертис је сувласник независне новозеландске продукцијске компаније Венуа Филмс (Whenua Films).

## Филмографија
| Улоге  |                                       |               |                                    |          |
| Година | Српски назив                          | Изворни назив | Улога                              | Напомена |
| 1993.  | Клавир                                |               | Мана                               |          |
| 1994.  | Били смо поносни ратници              |               | Були                               |          |
| 1994.  | Рапа - Нуи                            |               | Краткоухи                          |          |
| 1998.  | Дубоко израњање                       |               | Мамули                             |          |
| 1998.  | Шест дана, седам ноћи                 |               | Кип                                |          |
| 1999.  | Вирус                                 |               | Хико                               |          |
| 1999.  | Три краља                             |               | Амир Абдулах                       |          |
| 1999.  | Између живота и смрти                 |               | Сај Коутс                          |          |
| 1999.  | Пробуђена савест                      |               | Шеик Фадлала                       |          |
| 2001.  | Бели прах                             |               | Пабло Ескобар                      |          |
| 2001.  | Дан обуке                             |               | Смајли                             |          |
| 2002.  | Колатерална штета                     |               | Клаудио Ел Лобо Перини             |          |
| 2002.  | Јахач китова                          |               | Поруранги                          |          |
| 2007.  | Сунце                                 |               | Сирл                               |          |
| 2007.  | Пукотина                              |               | Детектив Флорес                    |          |
| 2007.  | Живи слободно или умри мушки          |               | заменик директора ФБИ Мигел Бауман |          |
| 2008.  | 10.000 година пре нове ере            |               | Тик'Тик                            |          |
| 2009.  | Неухватљива будућност                 |               | Хук Вотерс                         |          |
| 2010.  | Последњи владар ветрова               |               | господар ватре Озаи                |          |
| 2011.  | Колумбијана                           |               | Емилио Рестрепо                    |          |
| 2012.  | Хиљаду речи                           |               | Др Синџа                           |          |
| 2016.  | Ускрснуће                             |               | Исус из Назарета                   |          |
| 2018.  | Мегалодон: Предатор из далеких дубина |               | Џејмс „Мек” Макреидес              |          |
| 2019.  | Паклене улице: Хобс и Шо              |               | Џона Хобс                          |          |
| 2019.  | Доктор Сан                            |               | Били Фриман                        |          |
| 2021.  | Сећања                                |               | Сајрус Бут                         |          |
| 2022.  | Аватар: Пут воде                      |               | Тоновари                           |          |
| 2023.  | Мегалодон 2: Амбис                    |               | Џејмс „Мек” Макреидес              |          |
| 2025.  | Аватар 3                              |               | Тоновари                           |          |